# Kiss József (állatorvos)
Kiss József (Mohács, 1852. január 19. – Budapest, 1906. december 10.) állatorvos és gazdasági tanintézeti tanár.

## Életpályája
Kiss János kovács és Balázs Rozália fiaként született, 1852. január 20-án keresztelték. Pesti állatorvosi tanintézeti tanfolyam elvégzése után, ahol 1871-ben állatorvosi oklevelet is nyert, mint egyéves önkéntes és állatorvos szolgált a tüzérségnél. Szakképzettségének kibővítése céljából mint ösztöndíjas állatorvos egy évet Mezőhegyesen, fél évet Bábolnán és fél évet Kisbéren töltött. Elméleti képességének továbbfejlesztése végett 1874-ben a budapesti állatorvosi tanintézetnél állami ösztöndíjasnak, később ugyanott asszisztensnek nevezték ki, miközben Csáktornya vidékén a marhavészt tanulmányozta. 
1875 augusztusában a keszthelyi gazdasági tanintézetnél az állattenyésztési tanszakon segédtanári minőségben, majd ugyanott 1880 márciusában rendes tanárként működött. Tantárgyai: állatbonc- és élettan, szarvasmarha és juhtenyésztés, állategészségtan, állatjárványok és törvényes főhibák ismertetése. Az intézet állatorvosa volt. 1881-ben Stájerország, Karintia, Tirol és Vorarlberg szarvasmarha fajtáit és tenyésztési viszonyait, 1883-ban pedig a hamburgi nemzetközi állatkiállítást tanulmányozta. A Zala vármegyei gazdasági egyesület tiszteletbeli tagja, a keszthelyi csónakázó és korcsolyázó egylet parancsnoka volt. 
1901-ben mint a keszthelyi gazdasági tanintézet állattani tanára harminc évi szolgálat után nyugalomba vonult. A tanintézet hallgatósága búcsúbankettet rendezett tiszteletére, melyen a tanári kar is részt vett. A lipótmezei elmegyógyintézetben hunyt el idegrendszeri kimerülésben. Felesége Janky Etelka volt.
Tapasztalatait a Közgazdasági Értesítőben és más lapokban közölte.

## Munkája
- Állatboncz- és éllettani jegyzetek. Gazdasági tanintézeti hallgatók számára. Keszthely, 1893